# إم إل دبليو فيوجن
إم إل دبليو فيوجن (بالإنجليزية: MLW Fusion)‏ هو سلسلة تلفزيونية لمصارعة المحترفين تنتجها منظمة مايجور ليغ ريسلينغ (إم إل دبليو)، وتضم مصارعين يتنافسون في مباريات، إلى جانب مقابلات معهم. البرنامج يبث أسبوعيًا عبر بي إن سبورتس الأمريكية ويوتيوب.

## الإنتاج
أعلنت منظمة مايجور ليغ ريسلينغ شراكة مع بي إن سبورت في 30 مارس 2018، وذكرت أن بي إن سبورت سوف تبث سلسلة تلفزيونية أسبوعية هي إم إل دبليو فيوجن. ثم أعلنت لاحقًا أن تسجيل البرنامج سيكون في نادي غليت الليلي في أورلاندو بفلوريدا. في 25 مايو 2018 أعلنت إم إل دبليو أن فيوجن سيبث أسبوعيًا ابتداءً من ليالي الجمعة التي تبدأ في 20 أبريل. بدأ البرنامج البث أسبوعيًا ابتداءً من 12 يوليو 2018 على بي إن سبورتس الأمريكية. في 19 سبتمبر، أُعلن أن إم إل دبليو وقعت عقدًا مع بي إن سبورت لعرض فيوجن باللغة الإسبانية. كما أُعلن أيضًا أن البرنامج سيُبث أيضًا عبر تطبيق فايت تي في (بالإنجليزية: FITE TV) وهو تطبيق جوال يسمح بالبث عبر الواي-فاي إلى تلفاز ذكي أو جهاز فك التشفير مثل روكو أو كرومكاست. اعتبارًا من أكتوبر 2018 أصبح لدى فايت تي في قناة مباشرة على مشغلات الوسائط الرقمية. في 29 نوفمبر أعلن كورت باور أن حلقة 14 ديسمبر من فيوجن ستُذاع على الهواء مباشرة على شبكة بي إن سبورتس وهو ما كان يشار له في 22 نوفمبر.

## مواقع التصوير
تم تسجيل معظم حلقات فيوجن في نادي غليت الليلي في أورلاندو بفلوريدا. في مايو 2018، أعلنت منظمة إم إل دبليو أنها ستسجل البرنامج في قاعة ملروس في مدينة نيويورك في 19 يوليو لتكون أول مرة يسجل فيها البرنامج من خارج ولاية فلوريدا. في 18 سبتمبر أُعلن أن البرنامج سيسجل عدة حلقات في شيكاغو. في أكتوبر أَعلنت إم إل دبليو أنها ستسجل عدة حلقات في ميامي، وهذا ما يعيدهم إلى فلوريدا.

### حلقات خاصة
| الحلقة                               | التاريخ        | ملاحظة                                              |
| ------------------------------------ | -------------- | --------------------------------------------------- |
| إم إل دبليو فيوجن: باتل رايوت الخاصة | 19 يوليو 2018  | عرض فيها أول مباراة باتل رويال في تاريخ المنظمة     |
| إم إل دبليو فيوجن: هالوين سبيشال     | 26 أكتوبر 2018 | ضمت مباراة العجلة الدوارة لأول مرة                  |
| إم إل دبليو فيوجن: كريسماس سبيشال    | 25 ديسمبر 2018 | ضمت آخر مباراة لبي سي أو وبرودي كينغ في إم إل دبليو |
| ماراثون إم إل دبليو فيوجن            | 31 ديسمبر 2018 | ضمت مقاطع مميزة من 2018                             |
| إم إل دبليو سوبرفايت                 | 2 فبراير 2019  | بث مباشر خاص                                        |

## القائمة
يشارك مصارعون منظمة مايجور ليغ ريسلينغ في محاور قصص مكتوبة تصورهم كأشرار أو أبطال في الأحداث التي تنظمها المنظمة والتي تنتهي في مباراة مصارعة.

### المعلقون
| المعلقون                                 | التواريخ                       |
| ---------------------------------------- | ------------------------------ |
| توني شيفاني وريتش بوتشيني                | 11 يناير 2018 – 19 يوليو 2018  |
| توني شيفاني وريتش بوتشيني / ومات سترايكر | 19 يوليو 2018 – 23 فبراير 2019 |
| ريتش بوتشيني وجيم كورنيت                 | 2 مارس 2019 – الآن             |

## تاريخ البث
| القناة (فسحة زمنية) بتوقيت شرق الولايات المتحدة | السنوات                  |
| ----------------------------------------------- | ------------------------ |
| بي إن سبورتس (الجمعة. 8م)                       | أبريل 2018 - فبراير 2019 |
| فايت.تي في (السبت. 9م)                          | فبراير 2019 - الآن       |

## البث الدولي
| الدولة  | الشبكة         | على الشبكة العنكبوتية |
| ------- | -------------- | --------------------- |
| كندا    | بي إن سبورتس   | فايت تي في ويوتيوب    |
| إسرائيل | إي جو أو تي في | فايت تي في ويوتيوب    |

## وصلات خارجية
- إم إل دبليو فيوجن على موقع IMDb (الإنجليزية)
- إم إل دبليو فيوجن على موقع كينوبويسك (الروسية)
- إم إل دبليو فيوجن على موقع قاعدة بيانات الفيلم (الإنجليزية)

- الموقع الرسمي

- مصارعة إم إل دبليو على بي إن سبورت